# أحمد بن محرز بن الشريف
أحمد بن محرز المعروف بأبي العباس أحمد بن مراد محرز بن مولاي الشريف مؤسس الدولة العلوية، فهو حفيد مولاي الشريف، وابن شقيق السلطان محمد الأول، والسلطان مولاي رشيد والسلطان مولاي إسماعيل. كان مشهورا بسبب الثورة التي قادها من سوس ضد عمه مولاي إسماعيل الذي كان قبل وفاة سلطان المغرب -آنذاك مولاي رشيد- واليا لفاس ثم بويع سلطانا بها مما تسبب في ثورة شقيقه محمد حران حاكم تافيلالت وخصوصا ابن أخيه أحمد بن محرز الذي رفض البيعة، واستولى على مراكش ونواحيها. استمرت الانتفاضة 15 عاما حتى وفاة أحمد بن محرز في تارودانت عام 1684.